# Bruce Davidson (équitation)
Pour les articles homonymes, voir Davidson et Bruce Davidson.
Bruce Oram Davidson, né le 31 décembre 1949 à Newburgh, est un cavalier américain de concours complet. 

## Palmarès
- Champion olympique de concours complet par équipe aux Jeux olympiques d'été de 1976 avec Irish Cap et aux Jeux olympiques d'été de 1984 avec J. J. Babu
- Médaillé d'argent par équipe aux Jeux olympiques d'été de 1972 avec Plain Sailing et aux Jeux olympiques d'été de 1996 avec Heyday
- Champion du monde de concours complet en 1974 avec Irish Cap et en 1978 avec Might Tango
- Champion du monde de concours complet par équipe en 1974 avec Irish Cap